# Eierland
Eierland (literalment terra d'ous) és la part més septentrional de l'illa de Texel, als Països Baixos.
Fins al segle xiii Eierland formava part de Vlieland, i estava separada de Texel per l'estret de l'Anegat (situat on ara hi ha de Slufter). A finals de segle es formà l'Eierlandse Gat i Eierland restà separada de Vlieland, esdevenint una més de les illes frisones.
Durant el segle xvi l'estret canal entre Texel i Eierland s'anà omplint de sorra, fins a tancar-se totalment, i entre les dues illes aparegué un banc de sorra que només en circumstàncies extremes (marea molt alta, temporals forts) estava sota l'aigua. El 1630 hom construí en aquest banc un dic de sorra (Zanddijk), tot comunicant les dues illes. El 1835, sota l'impuls de Nicolas Joseph De Cock, començaren els treballs per polderitzar l'àrea, on actualment hi ha els poblets de De Cocksdorp, Midden-Eierland i Zuid-Eierland.
En aquest tros de Texel és on tingué lloc la Insurrecció Georgiana de Texel a finals de la Segona Guerra Mundial.